# Mary Millington
Mary Ruth Maxted, de soltera Quilter (Londres, 30 de noviembre de 1945 - Walton-on-the-Hill, Surrey; 19 de agosto de 1979), conocida profesionalmente como Mary Millington a partir de 1974, fue una modelo y actriz pornográfica inglesa. Su aparición en el cortometraje softcore Sex is My Business la llevó a conocer al editor de revistas David Sullivan, que la promocionó ampliamente como modelo y la presentó en la comedia softcore Come Play with Me, que se emitió durante un tiempo récord en el mismo cine.
En sus últimos años se enfrentó a la depresión y a la presión de las frecuentes redadas policiales en su sex shop. Tras una espiral de adicción a las drogas, robos en tiendas y deudas, murió en su casa por una sobredosis de medicamentos y vodka a los 33 años de edad. Se la ha descrito como una de las "dos estrellas de cine sexual británicas más atractivas de los años setenta", junto a Fiona Richmond.

## Primeros años
Mary Ruth Quilter nació fuera del matrimonio el 30 de noviembre de 1945, criada por su madre soltera, Joan Quilter (19 de febrero de 1914 - 17 de mayo de 1976), inicialmente en Willesden y más tarde en Mid Holmwood, cerca de Dorking, creciendo sin su padre, John William G. Klein (1899-1973). Mary fue acosada en la escuela por ser ilegítima, y sufrió de baja autoestima durante su infancia y adolescencia. Dejó la escuela a los 15 años, en 1961, y a los 18, en 1964, se casó con Robert Maxted, viviendo en Dorking. Tuvo que cuidar de su madre, enferma terminal, durante más de diez años, y comenzó su carrera pornográfica para pagar los cuidados de su madre. En cambio, se convirtió en modelo de glamour a finales de los años 1960.

## Carrera
Poco después de convertirse en modelo de glamour, conoció al fotógrafo de glamour y pornógrafo John Jesnor Lindsay, que le ofreció fotografiarla para revistas softcore. Se convirtió en una de sus modelos más populares y comenzó a aparecer en películas pornográficas hardcore de 8 mm que se vendían bien en Europa. Una de sus primeras películas fue Miss Bohrloch, en 1970. Miss Bohrloch ganó el Premio Falo de Oro en el Wet Dream Festival celebrado en noviembre de 1970 en Ámsterdam. Maxted protagonizó una veintena de cortometrajes hardcore para John Lindsay, aunque hasta ahora sólo han aparecido cinco (Miss Bohrloch, Oral Connection, Betrayed, Oh Nurse y Special Assignment). Después volvió a trabajar como modelo para revistas pornográficas británicas como Knave y Men Only. También apareció en cortometrajes softcore de Russell Gay (Response, 1974), Mountain Films (Love Games, Wild Lovers) y Harrison Marks (Sex is My Business, 1974).
Sex is My Business se rodó un sábado por la noche en un sex shop de Coventry Street, en Londres. El argumento gira en torno a un poderoso afrodisíaco que dejaba caer un cliente y cuyo potencial volvía locos a empleados y clientes. Maxted, con un vestido corto y transparente, era el principal foco de atención de la película, interpretando a un miembro del personal que arrastraba a un cliente a la trastienda para practicar sexo en varias posiciones, encendiendo cuidadosamente la cámara de seguridad de la tienda para que otros puedan verlo. Sex is My Business se consideraba una película perdida hasta que se localizó una copia en Super 8 y se transfirió a DVD en 2008. Posteriormente, la película se estrenó en Internet el 26 de julio de 2008 en el sitio (ya desaparecido) ZDD Visual Explosion.
En febrero de 1974, Maureen O'Malley, su compañera de reparto en Sex is My Business, le presentó al editor de revistas para adultos David Sullivan. Aunque todavía estaba casada, la pareja se convirtió en amantes. Quilter había utilizado muchos nombres artísticos y alias diferentes durante su carrera pornográfica hasta 1974, hasta que Sullivan la rebautizó como Mary Millington. En su primera aparición en la revista Whitehouse de Sullivan, éste afirmó que era la hermana ninfómana bisexual de la editora de la revista, Doreen Millington, por lo que le dio a Mary su nuevo nombre artístico. Se hizo muy conocida gracias a sus apariciones en las revistas pornográficas de Sullivan, como Whitehouse y Private. Pronto se convirtió en la modelo más popular de todas las revistas de Sullivan. En noviembre de 1977, los magistrados la absolvieron a ella y a Sullivan tras ser procesados por la Ley de Publicaciones Obscenas.
Tuvo un pequeño papel en la comedia sexual softcore de Sullivan de 1977, Come Play with Me, junto a Alfie Bass e Irene Handl. Aunque fue criticada, la película tuvo un gran éxito, ya que estuvo en cartelera de forma ininterrumpida durante cuatro años en un cine de Londres y se convirtió en una de las primeras películas británicas que se vendieron en grandes cantidades en el nuevo formato VHS. A esta película le siguió un papel más importante en The Playbirds (1978), en la que interpretó a una mujer policía que trabajaba encubierta como modelo de desnudos. Aunque su falta de formación como actriz era evidente, The Playbirds fue un éxito comercial. Al igual que Come Play with Me, fue ampliamente reseñada en las revistas de Sullivan. En esta época hizo muchas apariciones públicas, promocionando sus películas en cines regionales, abriendo tiendas y restaurantes, y recaudando fondos para el Dispensario Popular para Animales Enfermos. En el apogeo de su fama también trabajaba detrás del mostrador en los sexshops de Sullivan, principalmente en la tienda Whitehouse de Norbury. Siguió trabajando como chica de compañía, algo que había hecho desde sus primeros días como modelo, y luego hizo un cameo en Confessions from the David Galaxy Affair (1979), que fue un fracaso, e interpretó el papel principal en Queen of the Blues (1979). Apareció en otras películas sexuales como Eskimo Nell (1975), Intimate Games (1976) y What's Up Superdoc! (1978).
En abril de 1978, Millington y la también actriz de Come Play with Me, Suzy Mandel, participaron en un truco publicitario para el aniversario del estreno de la película en el cine Moulin, posando en lencería en la marquesina del cine. Estaba posando para una foto inocua con un policía cuando decidió bajarse la cremallera y exponer sus pechos para la fotografía. Esto sorprendió a las personas presentes, incluyendo a Suzy Mandel, al fotógrafo de la Casa Blanca George Richardson (que tomó la foto) y al policía (que intentó confiscar la película). Según la biografía de Millington escrita por Simon Sheridan, "por esta hazaña, Mary fue dada de baja condicional y obligada a mantener la paz".
El rodaje de la última aparición cinematográfica de Millington tuvo lugar entre principios y mediados de 1978. Interpretó a Mary en la película de los Sex Pistols The Great Rock 'n' Roll Swindle, dirigida por Julien Temple, que se estrenó en cines en marzo de 1980. Sin embargo, ni ella ni su coprotagonista del punk rock, Sid Vicious, vivieron para ver la finalización de la película. Liz Fraser, una de sus coprotagonistas en la película, recordaba: "Estaba al lado de una chica llamada Mary Millington, y ella y yo tuvimos una gran charla... y luego fuimos al pub a comer, durante el rodaje de la misma, y alguien dijo 'es una estrella del porno', y yo dije 'no entiendo qué quieres decir' y él dijo 'porno, p-o-r-n' y dijo 'está desnuda y hace de todo en todas estas películas', pero era encantadora y así conocí a mi primera estrella del porno".
En 1978 se le propuso aparecer en una película de porno duro llamada Love is Beautiful, que iba a ser dirigida por Gerard Damiano. Sin embargo, a pesar de que Millington y Damiano fueron fotografiados juntos en el Festival de Cine de Cannes de ese año, la película (que debía ser producida por Oppidan Films, de David Grant) nunca se materializó. Entre los posibles coprotagonistas se encontraban Harry Reems, Gloria Brittain y Lisa Taylor. Ese mismo año cumplió 33 años, y se vio sustituida por modelos más jóvenes en las revistas de Sullivan.

## Últimos años y muerte
La muerte de su madre a los 62 años, el 17 de mayo de 1976, tras más de 10 años de lucha contra el cáncer, la afectó profundamente y su comportamiento se volvió imprevisible, lo que la llevó a romper con Sullivan. En marzo de 1978 dejó de trabajar en el sexshop Whitehouse de Sullivan en Norbury y abrió el suyo propio en Tooting, llamado Mary Millington's International Sex Centre. En el pasado había criticado públicamente las redadas policiales en los sexshops y había publicado en sus revistas las direcciones y números de teléfono de Scotland Yard, del director de la Fiscalía y de varios diputados. Unos meses antes de su muerte, había recibido una cuantiosa factura de impuestos que no pudo pagar. Su cleptomanía se acentuó en el último año de su vida, con detenciones por hurto en junio de 1979, y de nuevo por robar un collar el día antes de su muerte.
Millington se suicidó a los 33 años por una sobredosis de antidepresivo tricíclico clomipramina, paracetamol y alcohol en su casa de Walton-on-the-Hill, en Surrey. Su marido la encontró muerta en su cama el 19 de agosto de 1979. Dejó cuatro notas de suicidio que se encontraron cerca de su cuerpo. En una de ellas había escrito: "La policía me ha inculpado una vez más. Me dan mucho miedo. No puedo enfrentarme a la idea de ir a la cárcel...". En otra nota, dirigida a su abogado Michael Kaye (publicada en parte en el número 59 de la revista Private), Millington escribía: "La policía me ha matado con sus amenazas... la policía ha hecho de mi vida una miseria con sus inculpaciones. El recaudador de impuestos me ha acosado tanto que me hará quebrar, no debe obtener nada de sus demandas de 200 000 libras. Es un maníaco religioso". En otra nota, dirigida a David Sullivan, escribió: "por favor, impriman en sus revistas lo mucho que quiero que se legalice la pornografía, pero la policía me ha vencido".
Millington era miembro de la Campaña Nacional para la Reforma de las Leyes de Publicaciones Obscenas (NCROPA) y animaba a sus lectores a exigir la abolición de las Leyes. Tras su muerte, el fundador de NCROPA, David Webb, escribió: "Mary era una persona querida y amable, y admiramos mucho su valentía a la hora de enfrentarse al fanatismo y la represión que todavía impregnan el establishment de este país. Evidentemente, se vio sometida a tremendas presiones y no me cabe duda de que éstas debieron contribuir a esta tragedia".
Fue enterrada en la iglesia de Santa María Magdalena, en South Holmwood (Surrey), con una lápida de granito gris que lleva su nombre de casada. Está enterrada en la misma tumba que su madre, Joan Quilter, fallecida en 1976.

## Legado

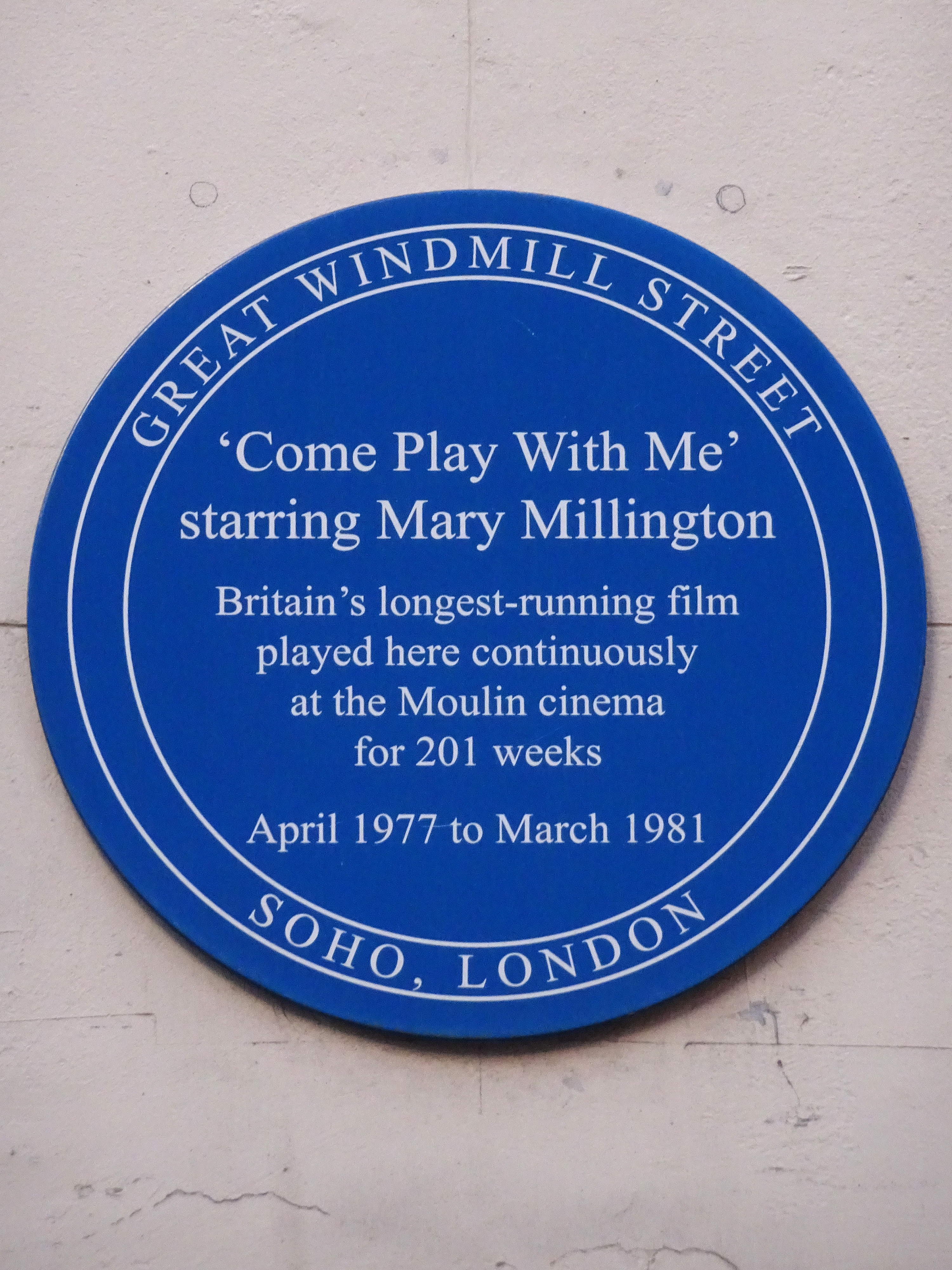
Placa en homenaje de Mary Millington en el lugar del antiguo cine Moulin en Great Windmill Street, en el Soho de Londres, por su aparición en Come Play with Me.

Millington ha sido descrita como una de las "dos estrellas británicas más atractivas del cine sexual de los años setenta", siendo la otra Fiona Richmond. David Sullivan la describió como "el único símbolo sexual realmente desinhibido y natural que ha producido Gran Bretaña y que creía en lo que hacía". Entre 1975 y 1982 siempre hubo al menos una película de Millington en cartelera en el West End de Londres.
En 1980 se estrenó una película póstuma sobre su vida, titulada Mary Millington's True Blue Confessions. En 1996, Channel 4 proyectó un homenaje a ella titulado Sex and Fame: The Mary Millington Story, con una entrevista a David Sullivan.
Veinte años después de su muerte, el autor e historiador cinematográfico Simon Sheridan contextualizó la vida de Millington en la biografía Come Play with Me: The Life and Films of Mary Millington. Se puede encontrar más información sobre su carrera en el libro de Sheridan Keeping the British End Up: Four Decades of Saucy Cinema, cuya cuarta edición se publicó en abril de 2011.
En 2004 se reconoció la importancia de Millington al incluirla en el Dictionary of National Biography, editado por Colin Matthew y Brian Harrison. Su entrada fue escrita por Richard Davenport-Hines.
En 2008 se celebró en Londres una exposición de la obra del fallecido fotógrafo de glamour Fred Grierson, que incluía varias fotos poco vistas de Millington tomadas por Grierson en los estudios Strobe de June Palmer a principios de los años 1970.
A finales de 2009, reapareció una copia en 8 mm de uno de sus primeros cortometrajes de John Lindsay, Special Assignment. No se había visto desde principios de la década de 1970 y posteriormente se transfirió a DVD. Dos años más tarde, en 2011, Wild Lovers, otra película de 8 mm protagonizada por Millington, también fue localizada y transferida de 8 mm a DVD.
Un club nocturno en Liverpool lleva su nombre. Se la conmemora con una placa azul en el lugar del antiguo cine Moulin en Great Windmill Street, en el Soho de Londres, por su aparición en Come Play with Me. La película figura en el Libro Guinness de los Récords por haber estado en cartelera de forma ininterrumpida durante 201 semanas, desde abril de 1977 hasta marzo de 1981, lo que la convirtió en la película británica de mayor duración. La validez de este récord y de la placa azul ha sido puesta en duda por el historiador cinematográfico Allen Eyles, quien afirma que estuvo en cartelera durante 165 semanas y que la película británica de mayor duración fue South Pacific, de Joshua Logan, que estuvo en cartelera durante cuatro años y veintidós semanas.
Mary era abiertamente bisexual y afirmaba que lo que más le gustaba era el sexo lésbico.
En 2015, un largometraje documental que relataba la vida de Millington, titulado Respectable - The Mary Millington Story, fue parcialmente rodado y producido en los Pinewood Studios, en Buckinghamshire.
Escrita, dirigida y producida por el biógrafo de Mary Millington, Simon Sheridan, la película mezcla imágenes de archivo, fotografías inéditas y entrevistas con la familia, los amigos y los coprotagonistas de Millington, como David Sullivan, Pat Astley, Dudley Sutton, Linzi Drew y Flanagan.
La película se estrenó mundialmente en el Regent Street Cinema de Londres en abril de 2016 y el 2 de mayo de 2016 se lanzó un DVD de la película en el Reino Unido.

## Filmografía
- Miss Bohrloch (cortometraje, 1970)
- Oh, Nurse! (cortometraje, 1971)
- Special Assignment (cortometraje1971)
- Oral Connection (cortometraje, 1971)
- Betrayed (cortometraje, principios de años 1970)
- Love Games (cortometraje, principios de años 1970)
- Wild Lovers (cortometraje, principios de años 1970)
- Party Pieces (cortometraje, principios de años 1970)
- Secrets of a Door-to-Door Salesman (1973)
- Response (aka Go Down, My Lovely) (cortometraje, 1974)
- Sex is My Business (aka Sex Shop) (cortometraje, 1974)
- Eskimo Nell (1974)
- Erotic Inferno (1975)
- Private Pleasures (cortometraje en Suecia, 1975)
- Keep It Up Downstairs (1976)
- I'm Not Feeling Myself Tonight (1976)
- Intimate Games (1976)
- Come Play with Me (1977)
- The Playbirds]] (1978)
- What's Up Superdoc! (1978)
- Confessions from the David Galaxy Affair (1979)
- Queen of the Blues (1979)
- The Great Rock 'n' Roll Swindle (póstuma, 1980)
- Mary Millington's True Blue Confessions (póstuma, 1980)
- Mary Millington's World Striptease Extravaganza (póstuma, 1981)
- Sex and Fame: The Mary Millington Story (documental televisivo, 1996)
- Respectable - The Mary Millington Story (largometraje documental, 2015)